# Anyphaena simplex
Anyphaena simplex är en spindelart som beskrevs av O. Pickard-Cambridge 1894. Anyphaena simplex ingår i släktet Anyphaena och familjen spökspindlar. Inga underarter finns listade i Catalogue of Life.